# La Bastide (Var)
La Bastide település Franciaországban, Var megyében. Lakosainak száma 215 fő (2022. január 1.). La Bastide Séranon, Bargème, La Martre és La Roque-Esclapon községekkel határos.

## Népesség
A település népességének változása:
| Lakosok száma | 198  | 193  | 200  | 205  | 211  | 208  | 205  | 202  | 215  |
|               | 2013 | 2015 | 2016 | 2017 | 2018 | 2019 | 2020 | 2021 | 2022 |